# مرناق
مرناق (به عربی: مرناق) یک منطقهٔ مسکونی در تونس است که در استان تونس واقع شده‌است. مرناق ۳۸٬۵۴۶ نفر جمعیت دارد.